# شوی ساکاگوچی
شوی ساکاگوچی (انگلیسی: Shoi Sakaguchi؛ زادهٔ ۷ مهٔ ۱۹۹۹) بازیکن فوتبال اهل ژاپن است.
از باشگاه‌هایی که در آن بازی کرده‌است می‌توان به باشگاه فوتبال توکیو اشاره کرد.